# ماتيوس فيتال
ماتيوس فيتال (بالبرتغالية: Mateus Vital‏) (12 فبراير 1998 بريو دي جانيرو في البرازيل - ) هو لاعب كرة قدم برازيلي في مركز الوسط. شارك مع منتخب البرازيل تحت 15 سنة لكرة القدم ومنتخب البرازيل تحت 17 سنة لكرة القدم. أما مع النوادي، فقد لعب مع نادي فاسكو دا غاما.

## وصلات خارجية
- ماتيوس فيتال على موقع قاعدة بيانات كرة القدم.إي يو (الإنجليزية)
- ماتيوس فيتال على موقع Soccerway.com (الإنجليزية)
- ماتيوس فيتال على موقع عالم كرة القدم.نت (الإنجليزية)